# Linha Auxiliar (Estrada de Ferro Central do Brasil)
Linha Auxiliar é uma linha ferroviária brasileira de bitola métrica, que pertenceu a Estrada de Ferro Central do Brasil. Desde 1996, o trecho está concedido para a empresa MRS LOGISTICA

## Construção
A chamada Linha Auxiliar começou a ser construída a partir de 1892, como Estrada de Ferro Melhoramentos. A linha partia em bitola métrica, da antiga Estação Inicial (posteriormente Estação Alfredo Maia) no centro do Rio de Janeiro e seguia paralelamente a Linha do Centro (Estrada de Ferro Central do Brasil). Em 1898, foi entregue o trecho entre a Estação Mangueira (onde esta linha e a Linha do Centro, em bitola larga, se separam) e o povoado de Entre Rios (atual Três Rios), já no alto da serra do interior fluminense. 
A ferrovia passava pela antiga Estação Belém (atual Estação Japeri) da E. F. Central do Brasil, que a partir de 1898 passou a ser também estação da E. F. Melhoramentos, já que as vias se encontravam novamente no sopé da Serra do Mar. O traçado da subida da serra, projetado por Paulo de Frontin, foi construído em livre aderência e com poucos túneis até chegar a Entre Rios.
Em 1903, a E. F. Melhoramentos foi incorporada à Estrada de Ferro Central do Brasil e passou a se chamar Linha Auxiliar. Outras ferrovias foram incorporadas a ela, assim como novos ramais foram construídos, dando origem à Rede de Viação Fluminense, que tinha como tronco a Linha Auxiliar, sendo gerido pela Central do Brasil. Na mesma época, o Ramal de Porto Novo, que saía de Entre Rios, teve a sua bitola estreitada para métrica e tornou-se a continuação da Linha Auxiliar até a Estação Porto Novo, onde se entroncava com a Estrada de Ferro Leopoldina em Além Paraíba (MG).
Entre as estações de Paraíba do Sul e Três Rios, onde as vias se encontram pela segunda vez, a linha Auxiliar e a Linha do Centro se confundem devido à diferença de bitolas entre as duas redes, sendo o trecho em bitola mista.
No final dos anos 1950, o antigo Ramal de Porto Novo foi incorporado à Estrada de Ferro Leopoldina e a Linha Auxiliar passou a terminar novamente em Três Rios, onde havia baldeação. Nos anos 1960, toda a linha passou para a E. F. Leopoldina, que em 1975 foi incorporada pela Rede Ferroviária Federal (RFFSA). 

## Operação
A Linha Auxiliar teve o traçado alterado nos anos 1970, entre Costa Barros e Japeri para trens metropolitanos. Atualmente, a ferrovia entre o seu início no centro do Rio de Janeiro e a Estação Japeri, transformou-se exclusivamente em linha de trens de subúrbios da SuperVia e trens da cargueiros da MRS Logística. 
Em 1996, a antiga Linha Auxiliar e toda a malha da Estrada de Ferro Leopoldina foram concedidas para a empresa Ferrovia Centro-Atlântica (FCA), pela RFFSA. O trecho entre Japeri e Três Rios, encontra-se abandonado e fragmentado desde então. Trechos de trilhos foram furtados, outros foram asfaltados por prefeituras locais.
Entre 2003 e 2009 houve um serviço de trens turísticos em parte do trecho, entre as estações de Paraíba do Sul e Cavaru, chamado Trem da Estrada Real.
Desde 2024 opera em parte do trecho o Trem Miguel Pereira, um serviço turístico entre as estações Professor Miguel Pereira e Governador Portela, na cidade de Miguel Pereira/RJ.